# William Thomas Stead
William Thomas Stead (5 de juliol de 1849, Embleton, Northumberland, Anglaterra - Oceà Atlàntic, 15 d'abril de 1912) fou un destacat escriptor, periodista i editor anglès, pioner del periodisme d'investigació, i una de les figures més polèmiques dins del periodisme britànic de l'era victoriana. El seu estil periodístic estableix una forma sensacional a la premsa actual.
Stead era esperantista i sovint va donar suport a la llengua internacional esperanto des de la seva columna mensual a Review of Reviews.
Va ser una de les víctimes de l'enfonsament del famós transatlàntic RMS Titanic, la matinada del 15 d'abril de 1912.

## Obres
- The life of Mr. W. T. Stead (London, 1886).
- Index to the periodical literature of the World... (1891-1902).
- After Death: Letters From Julia (1910)
- The M. P. for Russia
- The Americanisation of the World
- The Truth about Russia
- The Passion Play at Ober Ammergau
- Real Ghost Stories
- If Christ Came to Chicago
- The United States of Europe
- Satan's Invisible World Displayed
- The Pope and the New Era
- Hymns that have Helped
- Last Will & Testament of Cecil Rhodes
- Coming Men on Coming Questions
- The Splendid Paupers: a tale of the coming plutocracy